# Jomalig
Jomalig is een gemeente in de Filipijnse provincie Quezon op het gelijknamige eiland. Bij de laatste census in 2010 telde de gemeente bijna zevenduizend inwoners.

## Geografie

### Topografie
Jomalig is het meest oostelijke eiland van de Polillo-eilanden in het noorden van de provincie Quezon. Het ligt ongeveer 30 kilometer ten oosten van Polillo, 115 kilometer ten noordoosten van de provinciehoofdstad Lucena en 145 kilometer ten oosten van de Filipijnse hoofdstad Manilla. Jomalig heeft geen buurgemeenten. De dichtstbijzijnde gemeenten zijn Patnanungan in het westen en Capalonga in de provincie Camarines Norte op het vasteland van Luzon. De gemeente heeft een oppervlakte van 56,7 km²

### Bestuurlijke indeling
Jomalig is onderverdeeld in de volgende 5 barangays:
| - Apad - Bukal - Casuguran - Gango - Talisoy |

## Demografie
Jomalig had bij de census van 2010 een inwoneraantal van 6.884 mensen. Dit waren 773 mensen (12,6%) meer dan bij de vorige census van 2007. Ten opzichte van de census van 2000 was het aantal inwoners gegroeid met 1.067 mensen (18,3%). De gemiddelde jaarlijkse groei in die periode kwam daarmee uit op 1,70%, hetgeen lager was dan het landelijk jaarlijks gemiddelde over deze periode (1,90%).

De bevolkingsdichtheid van Jomalig was ten tijde van de laatste census, met 6.884 inwoners op 56,65 km², 121,5 mensen per km².